# St. Stephan (Riegsee)

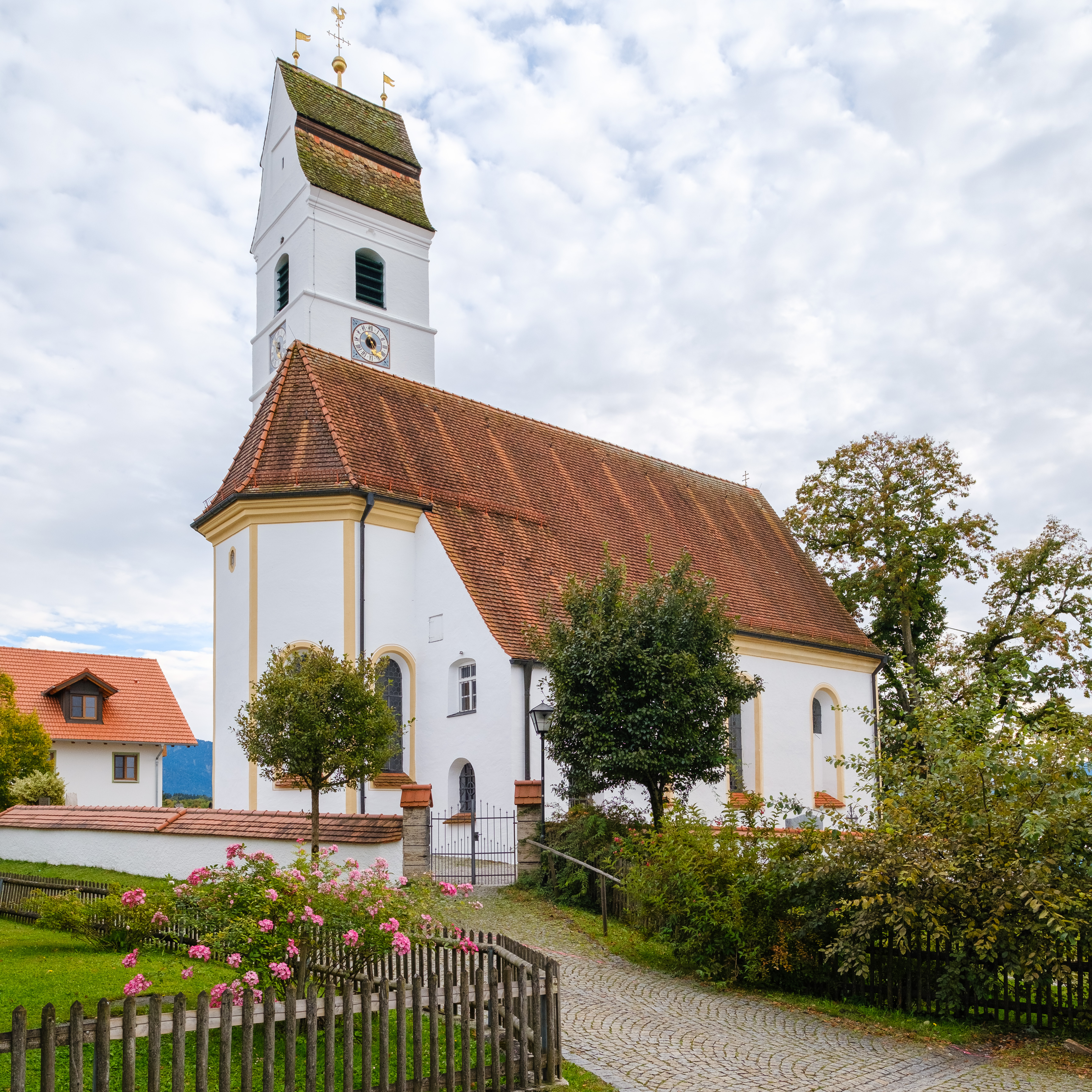
St. Stephan von Norden

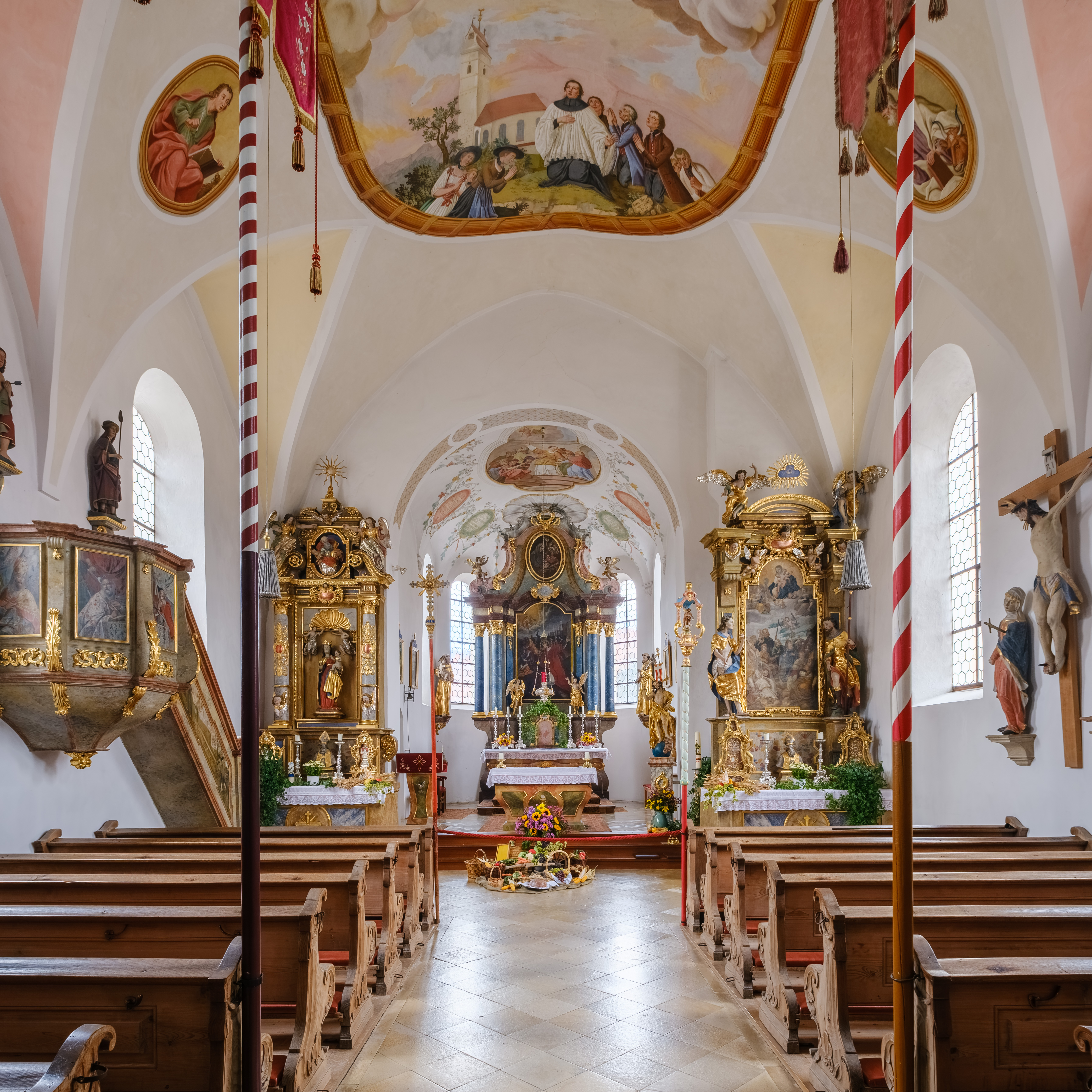
Blick zum Hauptaltar

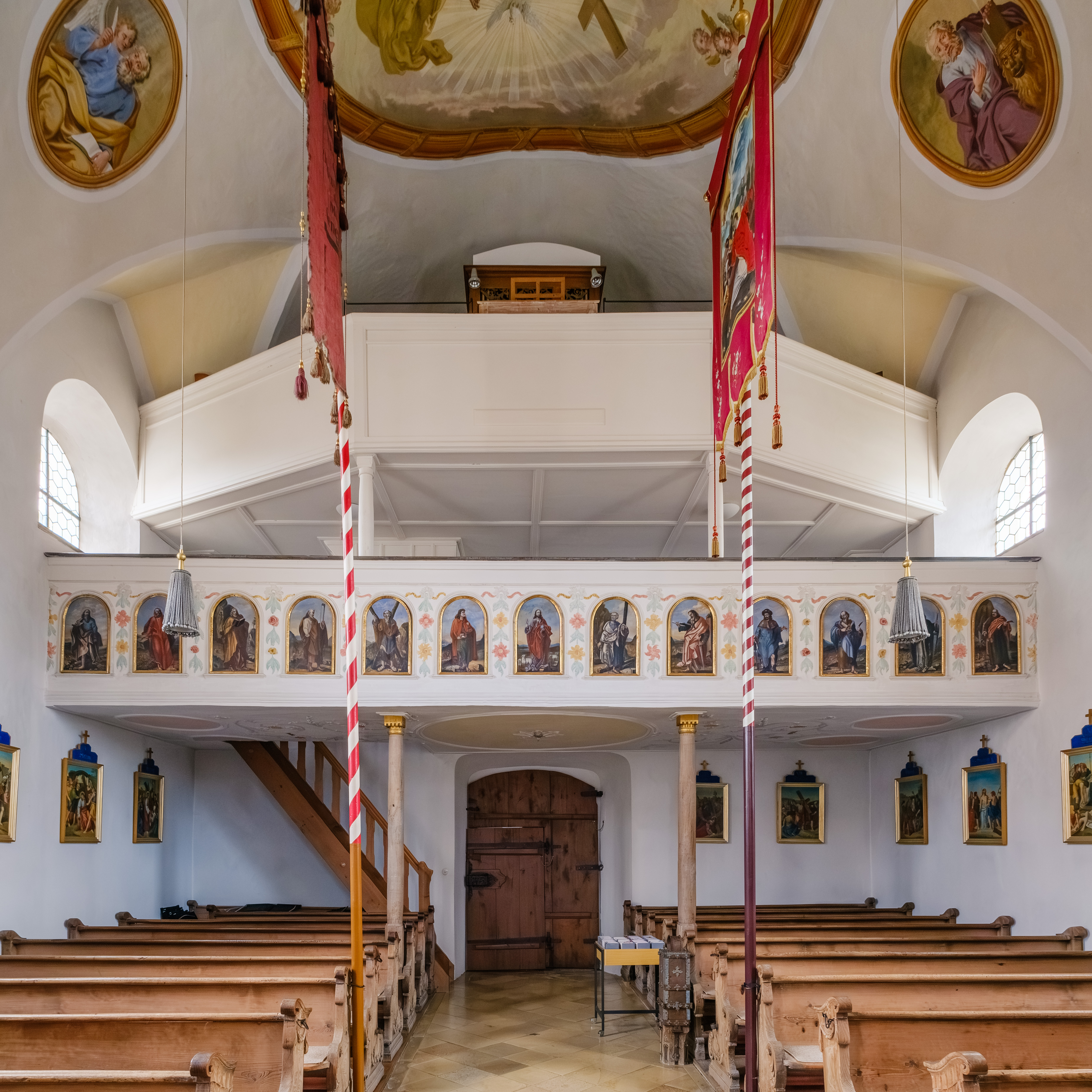
Blick zur Empore

Die römisch-katholische Filialkirche St. Stephan steht am Ufer des Riegsees in der gleichnamigen Gemeinde im oberbayerischen Landkreis Garmisch-Partenkirchen. Das denkmalgeschützte Gotteshaus gehört als Teil der Pfarrei St. Georg Aidling zum Dekanat Benediktbeuern des Bistums Augsburg. Die Adresse lautet Am Kirchplatz 4.

## Geschichte
Die romanischen Teile des Turms lassen auf eine Erbauung zwischen 1000 und 1200 schließen.
Von einer Pfarrei rochse wird im 13. Jahrhundert im Pähler Dekanatsverzeichnis berichtet. Um die Rechte an dieser Pfarrei entbrannte 1246 ein Streit zwischen dem Chorherrenstift Habach und den Grafen Heinrich und Berthold von Eschenlohe-Lichtenegg. Durch eine Bulle Papst Innozenz’ VIII. wurde Riegsee 1491 dem Habacher Chorherrenstift unterstellt. Zur Pfarrei Riegsee gehörten zudem die Orte Egling, Guglhör, Froschhausen, Lothdorf und Perlach. Im Zuge der Säkularisation in Bayern wurde die Riegseer Pfarrei 1804 der Pfarrei Murnau zugeschlagen, 1816 folgte schließlich die Umpfarrung nach Aidling.
Die Kirche wurde in der zweiten Hälfte des 15. Jahrhunderts errichtet und 1740 barockisiert. Im Jahr 1965 wurde der Innenraum renoviert und in diesem Zug die Seitenaltäre verkleinert. Dabei fand die Ganzkörperreliquie des hl. Generosus keinen Platz mehr und wurde im Kirchturm abgestellt, wo sie vor 2010 wiederentdeckt wurde und im Oktober nach ihrer Restaurierung rechts neben dem Altar wieder aufgestellt wurde.

## Beschreibung und Ausstattung

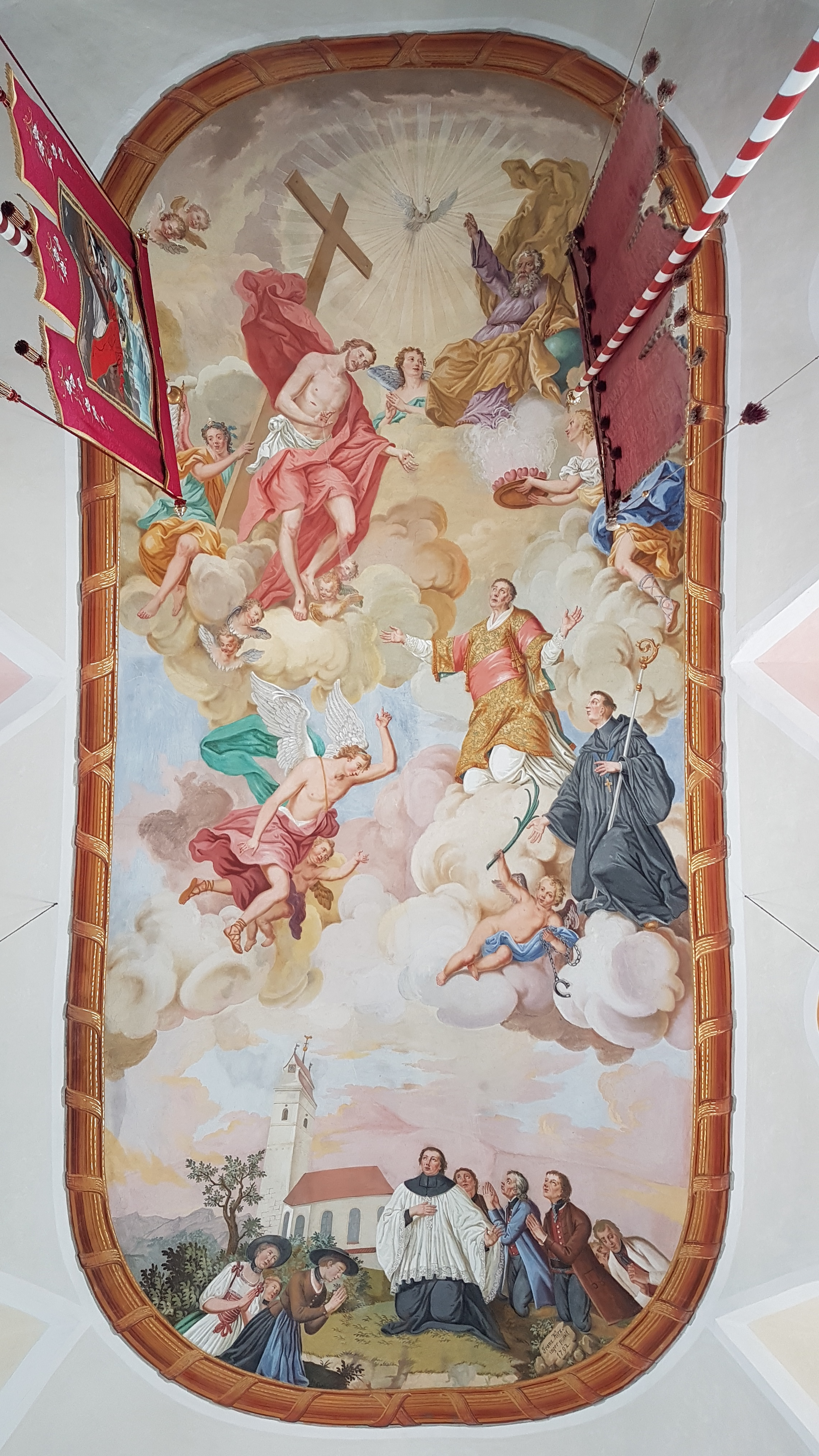
Deckengemälde

An die barocke Saalkirche ist südlich der Kirchturm mit Mansarddach angeschlossen. Der Chor ist etwas eingezogen.
Das Bild des Hochaltars zeigt die Steinigung des hl. Stephanus, es wurde 1657 gemalt. Das Rundgemälde oberhalb stellt die hl. Anna mit ihrer Tochter Maria dar. Am Gewölbeansatz befinden sich sechs Medaillons, die sich auf den Kirchenpatron Stephanus beziehen.
Die 1792 gemalten Deckengemälde stammen von Franz Kirzinger. An der Brüstung der Empore ist Jesus mit den zwölf Aposteln dargestellt, sie wurden vom Tölzer Maler Adam Anton Fett gefasst.
Die Ganzkörperreliquie des hl. Generosus wurde 1749 aus der Calixtus-Katakombe in Rom geborgen und durch einen Riegseer in seinen Heimatort mitgebracht. Ob es sich dabei tatsächlich um einen Heiligen handelt, ist unklar, denn zur Zeit seiner Bergung galten alle in den Katakomben Beerdigten als Märtyrer. Mittlerweile ist bekannt, dass auch das gewöhnliche Volk dort seine letzte Ruhestätte fand.
Die Kirche ist umgeben von einer verputzten Friedhofsmauer, die wohl aus dem 18. Jahrhundert stammt.

### Orgel
Der Münchner Orgelbauer Joseph Frosch baute 1847 in St. Stephan eine neue Orgel mit fünf Registern auf einem Manual und Pedal. Das Instrument wurde 1858 durch Balthasar Pröbstl repariert und weist seit dem Umbau durch Josef Garhammer 1979 folgende Disposition auf:
| Manual     |    |
| Gedackt    | 8′ |
| Salicional | 8′ |
| Gamba      | 8′ |
| Flöte      | 4′ |
| Octav      | 2′ |
| Octav      | 1′ |
| Mixtur     |    |

| Pedal  |     |
| Subbaß | 16′ |

- Koppel: M/P